# اوم هیون کیونگ
اوم هیون کیونگ (کره‌ای: 엄현경؛ زادهٔ ۴ نوامبر ۱۹۸۶) بازیگر اهل کره جنوبی است. او حرفهٔ بازیگری خود را در سال ۲۰۰۵ و با ایفای نقش در عشق رنگین‌کمانی آغاز کرد. از نقش‌های قابل توجه او می‌توان به بازی در مجموعه‌های تلویزیونی قایم‌موشک و مرد نقابدار اشاره کرد.

## فیلم‌شناسی

### فیلم سینمایی
| سال  | عنوان   | نقش          |
| ---- | ------- | ------------ |
| ۲۰۰۶ | آیس بار | حضور افتخاری |
| ۲۰۱۲ | هویا    | دو می        |

### مجموعه تلویزیونی
| سال       | عنوان                         | نقش                       | منابع  |
| --------- | ----------------------------- | ------------------------- | ------ |
| ۲۰۰۵      | عشق رنگین‌کمانی                | اوم هیون کیونگ            |        |
| ۲۰۰۶      | فقط بدو!                      | لی سو جونگ                |        |
| ۲۰۰۷      | رسوایی پایتخت                 | یودا میوکی                |        |
| ۲۰۰۷      | زن بی‌گناه                     | سو آه یونگ                |        |
| ۲۰۱۱      | کارآگاهان در مشکل             | سو هه ران                 |        |
| ۲۰۱۱      | براوو عشقم                    | می را (مهمان)             |        |
| ۲۰۱۱      | درام ویژه – «بستنی توت فرنگی» | هان جون گیونگ             | [ ۳ ]  |
| ۲۰۱۱      | باغ بهشت                      | کیم میونگ اوک             |        |
| ۲۰۱۲      | پزشک پادشاه                   | سو کا یونگ                |        |
| ۲۰۱۳      | درام ویژه – «شباهنگ»          | کیم آن نا                 | [ ۴ ]  |
| ۲۰۱۳      | آقای دکتر                     | نا این یونگ               |        |
| ۲۰۱۳      | درام ویژه – «مهمان ناخوشایند» | یونگ هی                   |        |
| ۲۰۱۴      | انجمن مخفی پلوتون             | سونگ سو جی                |        |
| ۲۰۱۴      | بیا بخوریم                    | مشتری رستوران (قسمت ۱۶)   |        |
| ۲۰۱۴      | باغ مادر                      | کیم سو جین                | [ ۵ ]  |
| ۲۰۱۴      | بزرگ‌ترین ازدواج               | هیون میونگ یی             | [ ۶ ]  |
| ۲۰۱۵      | خانه کبودمرغ                  | سو می جین                 |        |
| ۲۰۱۵      | همه چی خوبه                   | کانگ هی جونگ              | [ ۷ ]  |
| ۲۰۱۶      | همسر خوب                      | لی اون جو (قسمت ۲)        |        |
| ۲۰۱۷      | متهم بی‌گناه                   | نا یون هی                 | [ ۸ ]  |
| ۲۰۱۷      | همسر مجرد                     | لی را هی                  |        |
| ۲۰۱۷      | Shut Up and Smash             | پارک هیون کیونگ           | [ ۹ ]  |
| ۲۰۱۸      | قایم‌موشک                      | ها یون جو                 | [ ۱۰ ] |
| ۲۰۱۹      | خانم لی                       | کو جی نا                  |        |
| ۲۰۲۰–۲۰۲۱ | مرد نقابدار                   | هان یو جونگ               |        |
| ۲۰۲۱      | شوهر دوم                      | بونگ سون هوا / شارون پارک | [ ۱۱ ] |

## جوایز و نامزدی‌ها
| سال  | مراسم جوایز                      | دسته                                        | نامزد / اثر                | نتیجه    | منابع  |
| ---- | -------------------------------- | ------------------------------------------- | -------------------------- | -------- | ------ |
| ۲۰۱۵ | بیست و نهمین جوایز درامای کی‌بی‌اس | بهترین بازیگر نقش مکمل زن                   | خانه کبودمرغ و همه چی خوبه | برنده    | [ ۱۲ ] |
| ۲۰۱۶ | پانزدهمین جوایز سرگرمی کی‌بی‌اس    | بهترین تازه‌کار                              | هپی توگدر                  | برنده    |        |
| ۲۰۱۸ | جوایز درامای ام‌بی‌سی              | جایزه برترین بازیگر زن در یک پروژه آخر هفته | قایم‌موشک                   | نامزدشده |        |
| ۲۰۲۱ | جوایز درامای ام‌بی‌سی              | جایزه برترین بازیگر زن در یک درام روزانه    | شوهر دوم                   | برنده    | [ ۱۳ ] |
| ۲۰۲۲ | هشتمین جوایز ستارگان ای‌پی‌ای‌ان    | جایزه برترین بازیگر زن در یک سریال درام     | شوهر دوم                   | نامزدشده | [ ۱۴ ] |
| ۲۰۲۲ | جوایز سرگرمی ام‌بی‌سی              | جایزه تازه‌کار در دسته ورایتی                | دیدگاه دانای کل            | نامزدشده | [ ۱۵ ] |